# Alpes Peninos (província romana)
Alpes Peninos foi uma província do Império Romano, a mais setentrional das três estavam na região dos Alpes (as outras eram Alpes Cócios e Alpes Marítimos). Ela estava localizada em torno do anel montanhoso que hoje é chamado de Alpes Peninos (ou Valaisanos), entre a França, Suíça e Itália. A província fazia fronteira com a Gália Narbonense para o oeste, Récia para o leste, Germânia Superior ao norte e Itália e Alpes Cócios ao sul.

## Conquista
Os Alpes Peninos eram originalmente o lar das tribos gaulesas dos nantuates, veragros, sedunos e úberos. Todas elas foram derrotadas em 58 a.C. por Júlio César quando tentaram invadir a Gália para fugir da pressão migratória dos exerciam sobre eles as tribos germânicas vindas do norte.
A província foi conquistada em 15 a.C. durante o governo de Otaviano pelas forças dos generais Tibério e Druso. A campanha, que incluiu uma batalha naval no lago Constança, terminou também com a incorporação da Récia e da Nórica. Não está claro se a província foi criada imediatamente ou durante o reinado de Cláudio.

## Passo estratégico
A elevação deste pequeno território à condição de província decorre da importância estratégica que o passo de montanha na região como via de comunicação. Tito Lívio, por exemplo, relata que as tribos invasoras celtas dos boios e dos língones entraram na Itália por ali, através do passo de Grande São Bernardo, no século IV a.C.

## Alpes Graios
O procurador dos Alpes Peninos geralmente governava também a região vizinha dos Alpes Graios, a parte francesa da província chamada também de Alpes Graios e onde estava o passo do Pequeno São Bernardo. Através dele passava o ramo sul da estrada romana conhecida como Via Gália, chamada posteriormente de Via Francigena. O passo era chamado de Alpes Graios (Alpis Graia) ou Coluna de Jove (Columna Jovis) na época por causa de um monólito aparentemente adorado pelos celtas.
O ramo norte da Via Gália começava na bifurcação em Aosta, na Itália, passava pelo passo do Grande São Bernardo, entrando nos Alpes Peninos e era chamado também de Alpes Peninas (Alpes Poenninae) ou, por vezes, Sumo Penino (Summus Poeninus).
A região Alpes Graios e a província vizinha foram reunidas administrativamente durante as reformas do imperador Diocleciano (r. 284–305) com o nome de Alpes Peninos e Graios. Até então, Graios tinha sua própria capital em Axima (Aîme). A região passou a fazer parte da Diocese da Gália na Prefeitura pretoriana das Gálias.

## Etimologia
Desde a Antiguidade circula uma teoria que o nome poenninae deriva de poenus (púnico), uma referência ao exército cartaginês de Aníbal Barca, que atravessara os Alpes por ali. Ela também foi refutada na mesma época, criticada, por exemplo, por Tito Lívio.
Já a palavra graiae é uma referência à mitologia grega: as greias, seres do inferno que nasceram já idosas e que compartilhavam entre si um único dente e um único olho.

## Fim da província
No século IV, a região foi conquistada pelos burgúndios depois da queda do Império Romano do Ocidente. Este povo de origem germânica já vivia pacificamente na província desde o século anterior.
Com o tempo, a região converteu-se no extremo oriental do Reino da Burgúndia, a Borgonha.

## Assentamentos romanos

### Cidades
- Axima (Aîme, França)
- Agauno (Saint-Maurice, Suíça)
- Darantásia (Moûtiers, França)
- Octoduro (Octodurus), Fórum Cláudio Valêncio (Forum Claudii Vallensium) ou Cidade de Valêncio (Civitas Vallensium) - Martigny, Suíça
- Penéloco (Penneloci) ou Penéluco (Pennolucos) - Villenueve, Suíça
- Seduno (Sion, Suíça)
- Tarnaia (Massongex, Suíça)
- Urômago (Oron-la-Ville, Suíça)
- Vivisco (Vevey, Suíça)

### Lugares
- Lemano (Lago Léman)